# Размерный множитель
Разме́рный мно́житель — в физике множитель, входящий в математическое выражение, не имеющий конкретного физического смысла и необходимый для согласования размерностей остальных физических величин, входящих в то же выражение. Путём выбора подходящей системы единиц всегда может быть сделан безразмерным и равным единице.
Характерным примером размерного множителя может служить электрическая постоянная {\displaystyle \varepsilon _{0}}, связывающая напряжённость и индукцию электрического поля в вакууме:
{\displaystyle {\vec {D}}=\varepsilon _{0}{\vec {E}}}
В системе СИ эта константа равна 8,854187817⋅10−12 Ф/м, однако в системе СГС она же равна единице и во всех формулах опускается.